# Highland Park (виски)
Highland Park (рус. Ха́йланд па́рк) — марка одного из известных шотландских односолодовых виски, производимого на одноимённой винокурне. Сама винокурня, построенная в 1798 году, расположена в южной части столицы Оркнейских островов города Керкуолл (англ. Kirkwall). Название объясняется тем фактом, что производство находится на некоторой возвышенности. Дистиллерия Highland Park исторически считается самой северной дистиллерией в мире производящей односолодовый виски, так же это самая северная дистиллерия Шотландии. Однако стоит учесть, что самой северной дистиллерией Шотландии на острове Великобритания, является вискокурня Old Pulteney в городе Вик (англ. Wick).

## История

### Период нелегального производства
Происхождение виски Highland Park тесно связано с именем Магнуса Янсона (англ. Magnus Eunson). О нём известно, что он был предприимчивым человеком — подрабатывал мясником, сторожем при соборе Святого Магнуса, а также занимался нелегальным производством виски. Представители властей порой прибывали на Оркнейские острова с проверкой, вследствие чего основателю дистиллерии было необходимо заботиться о сокрытии незаконного производства. Сохранились свидетельства о том, что он прятал виски и в здании собора, при котором работал. Альфред Барнард (англ. Alfred Barnard) в книге «Whisky Distilleries of the United Kingdom», опубликованной в 1887 году описывает один из таких случаев. Узнав о том, что представители властей собираются обыскать церковь в поисках нелегального виски, Магнус Янсон перенес все бочонки к себе в дом, поставил их посреди пустой комнаты и накрыл чистой белой тканью. Пока чиновники возвращались после неудачного обыска в церкви он собрал всех своих людей, включая служанок, вокруг виски, рядом с которым поставил крышку гроба, так, чтобы все походило на отпевание. Магнус стоял на коленях с библией в руке. Когда дверь открылась, все присутствовавшие в комнате начали громко оплакивать покойника, а кто-то «случайно» прошептал «оспа». Чиновники немедленно удалились и надолго оставили талантливого Магнуса Янсона в покое. Однако в 1813 году он все же был арестован за то, что он скрыл от налогов четыре мешка соли и один ящик виски при перевозке.
Ирония заключается в том, что все имущество Highland Park, который тогда назывался Хай Парк (англ. High Park), вместе с дистиллерией выкупили те самые люди — офицер Джон Робертсон (англ. John Robertson) и его товарищ Роберт Прингл (англ. Robert Pringle), — которые производили арест Магнуса Янсона. Удивительно и то, что Магнус Янсон так и не понес наказания, а бесследно исчез. Этот факт навел многих его современников на мысль о том, что арест Магнуса был лишь частью грандиозной аферы.

### Становление и развитие
Начиная с 1818 года High Park серьёзно развивается и расширяется, в 1826 году приобретает лицензию на легальное производство виски, а также и свое настоящее имя. Бизнесмен и фермер Роберт Борвик (англ. Robert Borwick) вместе с своим зятем, Джоном Робертсоном стали официальными соучредителями завода. В 1826 году Роберт Борвик выкупил у Робертсона его часть акций, Хай парк приобрел своё настоящее название Хайлэнд парк.
Борвик умер в 1840 году, и дистиллерию унаследовал его сын Джордж, который почти не вкладывал в неё капитал, поэтому к моменту его смерти, завод оценивался лишь в 104 £. Джеймс Борвик, младший брат Джорджа, унаследовал дистиллерию в 1869 году, но будучи церковнослужителем, не видел для себя возможности заниматься производством виски, поэтому он выставил завод на продажу. Первоначально дистиллерия не вызывала ни у кого интереса и предлагалась по цене 450 £. Однако, в 1876 году завод был куплен недавно сформированным товариществом Stuart & Mackay. Это было успешное время для шотландской промышленности виски, и бизнес развивался стремительно. Highland Park считался первоклассным виски и чрезвычайно ценился мастерами купажа, которые использовали его как основу, дающую структуру и аромат. Братья Чивас (англ. Chivas), Haig & Co, George Ballantine & Co и John Dewar & Sons стали клиентами Highland Park. Ныне бухгалтерские книги дистиллерии можно найти в архиве библиотеки Киркуолла.

### Приобретение известности
В 1883 году во время первого круизного плавания своего парохода «Pembroke Castle», сэр Дональд Карри (англ. Donald Currie) посетил и Киркуолл. Виски Highland Park произвел на него такое впечатление, что он взял на борт достаточно большой запас. К слову, за время своего путешествия, он угощал им и короля Дании, и императора России. В 1895 году, после смерти Уильяма Стюарта (англ. William Stuart), Джеймс Грант (англ. James Grant) стал партнером Джеймса МакКея (англ. James Mackay). Большой вклад в обновление хозяйственных построек и производства внес талантливый архитектор и инженер Чарльз Дойг (англ. Charles C Doig).
Семья Грант сохраняла контроль над винокурней вплоть до 1937 года, когда она стала частью холдинга «Highland Distillers», которому уже принадлежали винокурни The Glenrothes, Tamdhu, Bunnahabhain и Glenglassaugh. В 1939 году производство на Highland Park было остановлено в связи со Второй мировой войной, а возобновлено лишь в 1945 году. Интересно, что во время войны ферментационный чан дистиллерии служил ванной для 60 тыс. солдат гарнизона, расположенного на Оркнейских островах.
В 1954 году на дистиллерии уже были построены новые склады, чтобы справиться с увеличивающимися заказами. В 1970 году «Highland Distillers» приобрели компанию «Matthew Gloag & Sons», которая являлась производителем известного шотландского купажированного виски The Famous Grouse. Это привело к тому, что Highlnd Park стал использоваться в основном в качестве материала для купажа и почти не выпускался как самостоятельная марка. В течение последующих восьми лет, солодовый виски дистиллерии бутилировался лишь негоциантами.
Но, спрос сделал своё дело, и, под давлением клиентов, в 1979 году было начато производство односолодового виски «Highland Park Single Malt Whisky» 12-летней выдержки. За первый же год производства было продано не менее 100 ящиков. К 1990-м продажи Highland Park резко выросли. В 1991 году был бутилирован «Highland Park 1967 Vintage», а уже в 1993 году главный казначей Соединенного Королевства, Кеннет Кларк, на утверждении бюджета в Палате Общин, произнес тост за успех шотландского виски во всем мире, держа в руке бокал «Highland Park Single Malt Whisky» 12-летней выдержки.
В 1999 году дистиллерию Highland Park приобретает компания Edrington Group.

### Наши дни

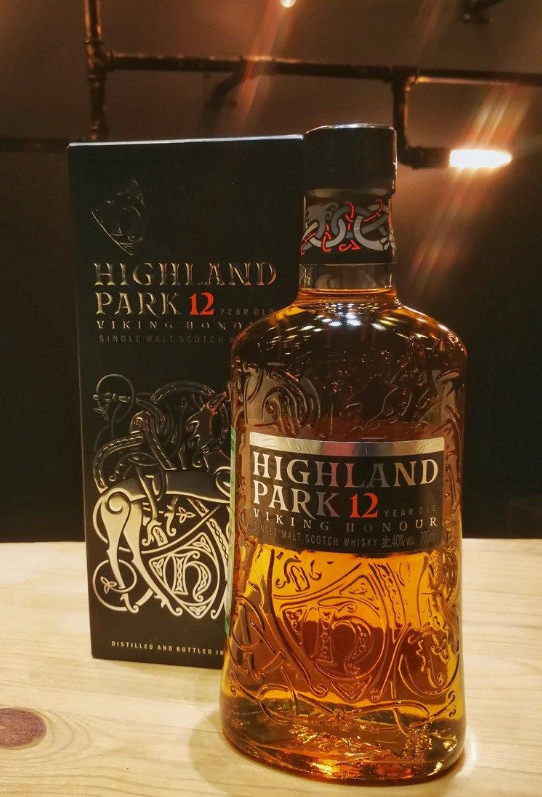
Highland Park 12 Years Old

В 2017 году совместно с дизайнером Энди Боуменом, который в 2005 году создал узнаваемый амулет Highland Park, был разработан дизайн новой бутылки и упаковки виски Highland Park. Стиль был создан по мотивам наследия викингов Оркенийских островов и старинной церкви Ставкирка в Урнесе (основана в 1130 году и является памятником всемирного наследия ЮНЕСКО). Стены этой церкви украшают орнаменты ручной работы. По некоторым данным, на них изображена легенда викингов о великом сражении Рагнарёк, а в частности, битва льва со змеями, которые переплетаясь превратились в непобедимого дракона. Однако существуют и другие варианты прочтения изображенных символов.

## Производство

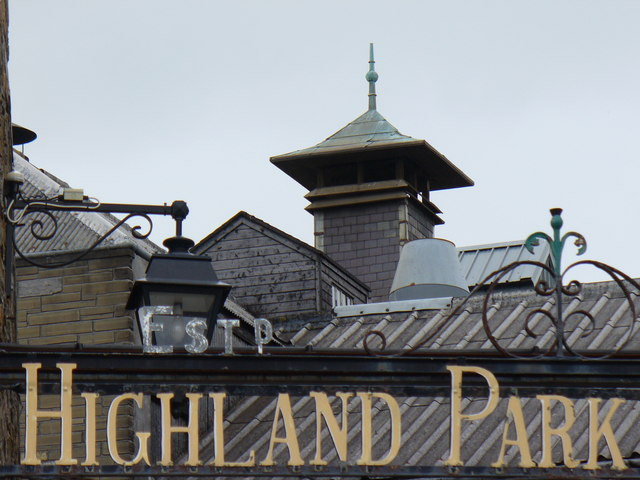
Характерная для винокурен Шотландии погода

Для производства виски Highland Park характерны 5 следующих этапов: использование торфа для сушки солода с собственного месторождения торфа, проведение процесса соложения на старинной токовой солодильне, использование для выдержки виски в первую очередь европейских бочек из-под хереса, холодное вызревание виски и дополнительная выдержка в дубовых бочках для «гармонизации» виски.
Всего в Шотландии выделяют 4 сорта торфа в зависимости от растений, произрастающих на определенных под добычу торфа участках земли. Месторождение Hobbister Moor (рус. Хоббистер Мур) служит источником торфа для дистиллерии Highland Park со дня основания. Для этого торфа характерен низкий уровень содержания лигнина, остающегося в почве при разложении древесины. Связано это с тем, что на Оркнейских островах преобладает холодный климат с порывистым северным ветром, препятствующим произрастанию деревьев. Основой торфа на месторождении является вереск. Из-за этого торфа виски обладает легкой копченой нотой. Возраст торфяных отложений на болотах может достигать 9000 лет. В год выкапывается чуть менее 200 тонн торфа.
При дистиллерии Highland Park работает небольшая собственная солодильня, на которой производится 20 % того солода, что используется для изготовления виски. Весь процесс соложения занимает 7 дней. 2 дня отводится на замачивание ячменя и 5 дней на проращивание. При этом каждые 7-8 часов мокрое зерно, разложенное на бетонном полу, необходимо ворошить во избежание прения и загнивания. Ворошение ведется с использованием как деревянных лопат, так и современных устройств. Остальные 80 % солода дистиллерия закупает на солодильне Simpsons (рус. Симпсон). Этот солод не подвергается копчению.
Highland Park основной линейки выдерживается в бочках из европейского дуба, которые использовались для выдержки крепленого белого вина — хереса.
На выдержку виски влияет температура на Оркнейских островах, которая летом составляет +12 °C, а зимой — около +4 °C. Ниже 0 температура практически никогда не падает. Процент виски, испаряющийся из бочки в год за время вызревания, не превышает 1,5 %. Также такая холодная выдержка позволяет спиртам получить правильное вызревание в бочках, из-за чего в напиток поступает оптимальное количество вкусовых и ароматических соединений.
Перед тем как разлить виски по бутылкам, его разбавляют водой до определенной крепости и проводят процесс фильтрации. На дистиллерии Highland Park процесс разбавления водой проходит в 2 этапа. Сначала спирты разбавляют до 46 градусов, проводят холодную фильтрацию, а затем разбавляют водой еще раз до заявленной на этикетке крепости. После финального разбавления виски водой напиток направляется на финишную «гармонизацию», которая занимает несколько месяцев. Для нее используются старые бочки, в которых приобретаются конечные вкусовые характеристики. Дистиллерия не использует сахарный колер для окрашивания.

## Коллекции и награды
Highland Park 10 Year Old Viking Scars
- Победитель World Whisky Awards 2018

Highland Park 12 Year Old Viking Honour
- Золото на Fifty Best Single Malt Scotch 2018
- Золото на San Francisco World Spirits Competition 2017
- Награда Tried & True на Ultimate Spirits Challenge 2017 & 2019 | Tried & True Award

Highland Park 18 Year Old Viking Pride
- Награда Chairman’s Trophy на Ultimate Spirits Challenge 2018 & 2019
- Золото на San Francisco World Spirits Competition 2019 | Gold
- Награда Best Spirit in the World от The Spirit Journal 2005 & 2009

Highland Park 21 Year Old
Highland Park 25 Year Old
- Золото на International Spirits Challenge 2017
- Финалист Ultimate Spirits Challenge 2017
- Награда Best Spirit in the World от The Spirit Journal 2013

Highland Park 30 Year Old
- Золото и награда Trophy Award на Hong Kong International Wine & Spirit Competition 2017
- Золото на Scottish Merchants Whisky Challenge 2006
- Золото на International Wine & spirit Competition 2006
- Награда за лучшее импортированное виски по версии американского журнала «Malt Advocate» 2005

Highland Park 40 Year Old
Highland Park 50 Year Old
Highland Park Valkyrie
- Золото на San Francisco World Spirits Competition 2018
- Золото на Scotch Whisky Masters Awards 2017
- Награда Chairman’s Trophy на Ultimate Spirits Challenge 2017

Highland Park Valknut
- Двойное золото на San Francisco World Spirits Competition 2018

Highland Park Valfather
Highland Park the Dark
- Двойное золото на San Francisco World Spirits Competition 2018 | Double Gold
- 96/100 финалист на Ultimate Spirits Challenge 2018

Highland Park the Light
- Двойное золото на San Francisco World Spirits Competition 2018

Highland Park Triskelion
Highland Park Fire Edition
Highland Park Ice Edition
Highland Park Spirit of the Bear
- Двойное золото на Drinks International Travel Retail Awards 2018

Highland Park 14 Year Old Loyalty of the Wolf
- Двойное золото на Drinks International Travel Retail Awards 2018

Highland Park 16 Year Old Wings of the Eagle
- Двойное золото на Drinks International Travel Retail Awards 2018
- Золото на International Wine & Spirit Competition 2006

Highland Park 18 Year Old Viking Pride Travel Edition
- Двойное золото на Drinks International Travel Retail Awards 2018